# 麥克·柏比葛利亞
麥克·柏比葛利亞（英語：Mike Birbiglia，/bɜːrˈbɪɡliə/；1978年6月20日—）是美國的一位喜劇演員、作家、演員和導演。他是一位義大利後裔，是家中四個孩子中最年幼的一個，就讀於喬治城大學
。

## 外部連結
- 官方网站
- 麥克·柏比葛利亞的X（前Twitter）
- 麥克·柏比葛利亞的Facebook專頁
- 麥克·柏比葛利亞在互联网电影资料库（IMDb）上的資料（英文）